# Gamleby
Gamleby – miejscowość (tätort) w Szwecji, w regionie administracyjnym (län) Kalmar, w gminie Västervik.
Według danych Szwedzkiego Urzędu Statystycznego liczba ludności wyniosła: 2758 (31 grudnia 2015), 2837 (31 grudnia 2018) i 2825 (31 grudnia 2019).